# 韦尔德比龙
韦尔德比龙（法語：Vergt-de-Biron，法語發音：[vɛʁ də biʁɔ̃]）是法国多尔多涅省的一个市镇，属于贝尔热拉克区。

## 地理
韦尔德比龙（44°37'59"N, 0°50'29"E）面积16.17 平方千米，位于法国新阿基坦大区多爾多涅省，该省份为法国西南部内陆省份，是法國本土面积第三大的省，大致对应佩里戈尔地区，北起顺时针与夏朗德省、上维埃纳省、科雷兹省、洛特省、洛特-加龙省、吉倫特省和滨海夏朗德省接壤。
与韦尔德比龙接壤的市镇（或旧市镇、城区）包括：圣卡西安、波利亚克、代维亚克、帕朗凯、圣马丹-德维勒雷阿勒、加沃丹、比龙、戈雅克。

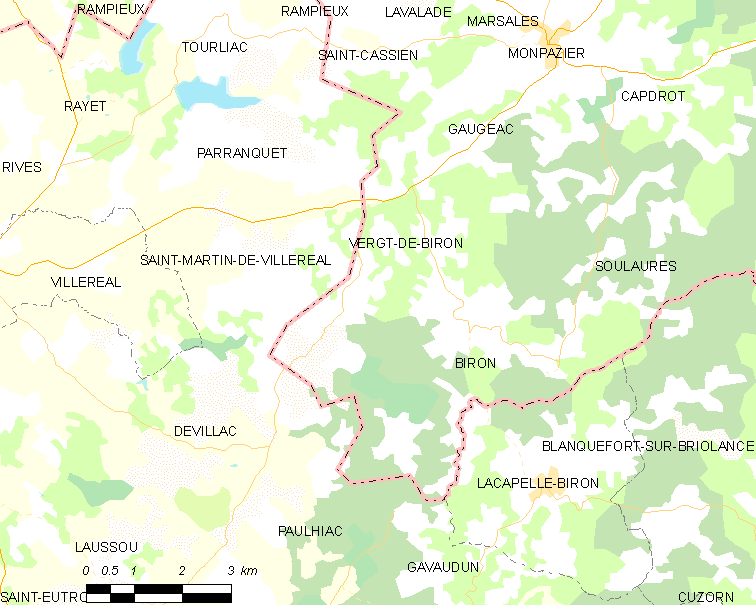
韦尔德比龙的OSM定位图

韦尔德比龙的时区为UTC+01:00、UTC+02:00（夏令时）。

## 行政
韦尔德比龙的邮政编码为24540，INSEE市镇编码为24572。

## 政治
韦尔德比龙所属的省级选区为拉兰德县。

## 人口

1962-2008年间韦尔德比龙人口变化图示

韦尔德比龙于2022年1月1日时的人口数量为188人。